# (4727) Ravel
(4727) Ravel (1979 UD1) – planetoida z pasa głównego asteroid okrążająca Słońce w ciągu 4,93 lat w średniej odległości 2,9 j.a. Odkryta 24 października 1979 roku.